# Société algérienne des industries électriques et gazières
La société algérienne des industries électriques et gazières (SAIEG) est une société algérienne créée le 29 mai 2022 à la suite d'un processus de fusion par absorption à l’issue de la structuration du groupe Sonelgaz. Elle est spécialisée dans la fabrication de matériel d’éclairage public, de transport d’électricité et la charpente métallique, la fabrication et la maintenance des équipements industriels, la fabrication des compteurs d’électricité et de gaz et des volucompteurs pour la distribution de carburants, la fabrication des postes et armoires électriques, la fabrication de composants de turbines et le montage de turbines à gaz et à vapeur pour la mise en service de centrales électriques, et la fabrication des bornes de recharge pour les véhicules électriques, ainsi que les détecteurs de monoxyde de carbone,,,,.

## Histoire
La SAIEG est Créée en mai 2022 à la suite d'un processus de fusion par absorption dans le cadre de la structuration du groupe Sonelgaz. Elle regroupe trois ex-sociétés du groupe : Rouiba éclairage, spécialisé dans la fabrication de matériel d’éclairage public, de transport d’électricité et la charpente métallique, AMC spécialisé dans la fabrication des compteurs d’électricité et de gaz et des volucompteurs pour la distribution de carburants, ainsi que MEI spécialisé dans la fabrication et la maintenance des équipements industriels,,.

## Métiers
La SAIEG est spécialisée dans :
- fabrication de matériel d’éclairage public, de transport d’électricité et la charpente métallique
- fabrication des compteurs d’électricité et de gaz[11] et des volucompteurs pour la distribution de carburants
- fabrication et la maintenance des équipements industriels
- fabrication de la pièce de rechange
- fabrication de bornes de recharge pour les véhicules électriques[12]
- fabrication des postes et armoires électriques
- fabrication de composants de turbines et le montage de turbines à gaz et à vapeur[13],[14],[15]
- fabrication de détecteurs de monoxyde de carbone[16]
- fabrication de transformateurs électriques haute et très haute tensions

## Partenariat
- La Société algérienne des industries électriques et gazières (SAIEG) à conclu un contrat de partenariat avec le géant américain General Electric pour la création de la société General Electric Algeria Turbines « GEAT » spécialisée dans la fabrication et l'exportation de turbines à gaz, turbines à vapeur, alternateurs et systèmes de contrôle commande, sorties de son  complexe industriel situé à Aïn Yagout dans la Wilaya de Batna. Cette société a effectuée plusieurs opérations d'exportation[17],[18],[19].
- La Société algérienne des industries électriques et gazières (SAIEG) est actionnaire à hauteur de 30% dans la société mixte Boilers Handasa Industrie Algérie « BHI Algérie ». Cette société est une coentreprise algéro-coréenne sise à Relizane, et qui est spécialisée dans la fabrication de chaudières de récupération, d’échangeurs thermiques et d’accessoires pour centrales électriques[20].

## Gouvernance

### Direction de l'entreprise
La SAIEG est dirigée par un Président-directeur général :
- Youcef defdaf (2022-)